# (24835) 1995 SM55
(24835) 1995 SM55, também escrito como (416400) 2003 UZ117, é um objeto transnetuniano que está localizado no Cinturão de Kuiper, uma região do Sistema Solar. O Minor Planet Center o classifica como cubewano. Este corpo celeste é também um membro da família Haumea. Ele possui uma magnitude absoluta de 4,80 e tem um diâmetro estimado de 162 km ou 702 km.

## Descoberta
(24835) 1995 SM55 foi descoberto no dia 19 de setembro de 1995 pelo astrônomo Nichole M. Danzl.

## Origem
(24835) 1995 SM55 faz parte da família Haumea, um grupo de objetos transnetunianos com órbitas e espectro parecidos com o planeta anão Haumea. Acredita-se que os membros dessa família são fragmentos colisionais de Haumea.

## Características orbitais
A órbita de (24835) 1995 SM55 tem uma excentricidade de 0,102 e possui um semieixo maior de 41,653 UA. O seu periélio leva o mesmo a uma distância de 37,400 UA em relação ao Sol e seu afélio a 45,905 UA.